# Vreni Schneider
Verena "Vreni" Schneider (Elm, Glarus, 26. siječnja 1964.) je bivša švicarska alpska skijašica i olimpijska pobjednica u alpskom skijanju.